# Sinus Iridum
Die Sinus Iridum (deutsch: Regenbogenbucht; fälschlich auch „Sinus Iridium“) ist eine Ausbuchtung des Mare Imbrium, einer Tiefebene auf der erdzugewandten Seite des Erdmondes.
Die Marebucht liegt südwestlich der Montes Jura (Jura-Gebirge), die diese vom Terra-Terrain südlich des Mare Frigoris (Meer der Kälte) trennt. Die Montes Jura wurden durch den Einschlag aufgeworfen, durch den das Becken des Sinus Iridum entstand. Der Durchmesser der Basaltbucht beträgt 236 km. Eingerahmt wird sie an den Enden der Montes Jura durch das Promontorium Heraclides (Kap Heraclides) im Südwesten und das Promontorium Laplace (Kap Laplace) im Nordosten.
Aufgrund des fehlenden südöstlichen Kraterrandes des vom Sinus Iridum ausgefüllten Einschlagskraters kam es zu Spekulationen, in welcher Reihenfolge beziehungsweise in welchem Zusammenhang dieser mit dem Becken des Mare Imbrium entstanden ist. Eine These von Harold C. Urey erklärte Mitte des 20. Jahrhunderts die beiden Strukturen dadurch, dass der Ort des Sinus Iridum der eigentliche Einschlagspunkt des Asteroiden gewesen sei, dieser aber in extrem schrägen Winkel einschlug und durch eine Explosion das Becken des Mare Imbrium gebildet habe.
Diese These ist aber falsch. Das Becken des Sinus Iridum entstand nach dem des Mare Imbrium. In einem späteren Prozess wurden beide Einschlagbecken durch an Bodenrissen aufsteigendes Magma mit Basalten gefüllt. Der fehlende Südostrand dürfte durch eine geologische Schwächung eingestürzt und anschließend von Basalten bedeckt worden sein.
Die Benennung erfolgte durch den italienischen Astronomen Giovanni Riccioli (1598–1671) und wurde im Jahr 1935 von der Internationalen Astronomischen Union offiziell festgelegt.
Die Marebucht war das angekündigte Ziel der chinesischen Raumsonde Chang’e-3. Deren Landung erfolgte am 14. Dezember 2013 östlich der Bucht im Mare Imbrium, aber noch innerhalb  des geplanten Landebereichs.
Zehn bis elf Tage nach Neumond wird der Kraterrand bei zunehmendem Mond bereits von der Sonne beschienen, während die Tiefebene noch im Schatten liegt. Dabei entsteht die Illusion eines Henkels, so dass der beleuchtete Kraterrand auch Goldener Henkel genannt wird.